# Googleplex
Googleplex és la seu de la companyia Google Inc, ubicada a Amphitheatre Parkway núm 1600, a Mountain View, Comtat de Santa Clara, Califòrnia, prop de San José. El nom de Googleplex és un joc de paraules, en ser una combinació de les paraules Google i complex, i una referència a googolplex, el número 10googol. Per a Google, simbolitza l'objectiu d'organitzar una immensa quantitat d'informació disponible a Internet.